# イギリスの銀行の一覧
イギリスの銀行の一覧

## 主要銀行
| 銀行名                       | 英語名                | 本店所在地       | 市場価値(億ポンド) (2009年12月31日時点) | 資産価値(億ポンド) (2008年12月31日時点) |
| ---------------------------- | --------------------- | ---------------- | --------------------------------------- | --------------------------------------- |
| HSBC                         | HSBC                  | カナリー・ワーフ | 1273.7                                  | 17360                                   |
| バークレイズ                 | Barclays              | カナリー・ワーフ | 344.0                                   | 23200                                   |
| スタンダードチャータード銀行 | Standard Chartered    | シティ           | 325.8                                   | 2990                                    |
| ロイズ・バンキング・グループ | Lloyds Banking Group  | シティ           | 243.0                                   | 11950                                   |
| ナットウエスト・グループ     | NatWest Group         | エディンバラ     | 199.3                                   | 25080                                   |
| 協同組合銀行                 | The Co-operative Bank | マンチェスター   |                                         | 390                                     |

## 中小銀行
- エアドリー貯蓄銀行 (Airdrie Savings Bank)
- アーバスノット・レイサム (Arbuthnot Latham)
- C. ホーア社 (en:C. Hoare & Co) - 1672年創業
- CAF銀行 (CAFBank)
- 慈善銀行 (Charity Bank)
- クロース・ブラザーズ (Close Brothers Group)
- ダンカン・ローリー銀行 (Duncan Lawrie Bank)
- ジュリアン・ホッジ銀行 (Julian Hodge Bank)
- N.M.ロスチャイルド&サンズ (N M Rothschild & Sons)
- ラファエルズ銀行 (Raphaels Bank)
- ラフラー銀行 (Ruffler Bank)
- ユニティー・トラスト銀行 (Unity Trust Bank)

## 傘下の銀行
- スコットランド銀行 (Bank of Scotland)・・・ロイズ・バンキング・グループ
- バーミンガム・ミッドシャー (Birmingham Midshires)・・・ロイズ・バンキング・グループ
- チェルトナム&グロスター (Cheltenham & Gloucester)・・・ロイズ・バンキング・グループ
- クーツ社 (Coutts & Co)・・・ナットウエスト・グループ
- ダンカン・ローリー銀行 (Duncan Lawrie Bank)・・・カメリアグループ (Camelia Group)
- ファースト・ダイレクト (first direct)・・・HSBC
- ハリファックス (Halifax)・・・ロイズ・バンキング・グループ
- ハロッズ銀行 (Harrods Bank)・・・ハロッズ (Harrods)
- インテリジェント・ファイナンス (Intelligent Finance)・・・ロイズ・バンキング・グループ
- ナショナル・ウエストミンスター銀行 (NatWest)・・・ナットウエスト・グループ
- リライアンス銀行 (Reliance Bank)・・・救世軍 (The Salvation Army)
- ロイヤルバンク・オブ・スコットランド (Royal Bank of Scotland)・・・ナットウエスト・グループ
- サインスバリーズ銀行 (Sainsbury's Bank)・・・セインズベリーズ(Sainsbury's):50%,ロイズ・バンキング・グループ:50%
- スマイル (Smile)・・・協同組合銀行
- テスコ銀行 (Tesco Bank)・・・テスコ (Tesco)
- アルスター銀行 (Ulster Bank)・・・ナットウエスト・グループ
- ザ・ウーウィッチ (The Woolwich)・・・バークレイズ